# Tanja Gaich
Tanja Gaich (* 15. Juni 1980 in Salzburg) ist eine österreichische Chemikerin (Organische Chemie, Organische Synthese).
Tanja Gaich studierte 1998 bis 2000 Molekularbiologie an der Universität Salzburg und 1999 bis zum Diplom 2005 Chemie an der Universität Wien, an der sie 2009 bei Johann Mulzer promoviert wurde. Als Post-Doktorandin war sie bis 2010 am Scripps Research Institute in La Jolla bei Phil Baran. Danach war sie Sofja Kovalevskaja Gruppenleiterin an der Leibniz-Universität Hannover am Lehrstuhl von Markus Kalesse und ab 2015 Professorin für Organische Chemie an der Universität Konstanz.
Sie befasst sich mit Totalsynthese komplexer Naturstoffe, unter anderem Sarpagin, einem Rauwolfia-Alkaloid, und Taxol-Derivate. Dabei sucht sie auch nach Ausgangsmolekülen, die für mehrere Totalsynthesen von Naturstoffen dienen können. Teilweise nimmt sie sich die Synthesewege in der Natur zum Vorbild.
Sie erhielt den Dissertationspreis der Gesellschaft österreichischer Chemiker und den Laudimaxima Preis der Universität Wien zur Förderung von Frauen in Mathematik und Naturwissenschaften. 2012 erhielt sie den Sofja Kovalevskaja-Preis der Alexander von Humboldt-Stiftung und 2014 den Chemiedozenten-Preis der ADUC und den Chemie-Preis der Akademie der Wissenschaften zu Göttingen für herausragende Leistungen bei der Totalsynthese komplexer Naturstoffe (Laudatio). 2015 erhielt sie einen ERC Starting Grant, einen Preis für Nachwuchswissenschaftler auf dem Gebiet von Naturstoffen der DECHEMA und den Early Excellence Award in Science der Bayer AG. In einer Würdigung für den Preis der Bayer AG wurde hervorgehoben, dass die Forschung zu Totalsynthesen von Naturstoffen im Rückgang sei, da diese meist viele Einzelschritte und viele Jahre Forschung mit ungewissem Ausgang erfordern, wobei oft Rückschläge zu überwinden sind.

## Schriften (Auswahl)
- mit J. Mulzer: Total Synthesis of (−)-Penifulvin A, an Insecticide with a Dioxafenestrane Skeleton, J. Am. Chem. Soc. 2009, 131 (2), 452–453, doi:10.1021/ja8083048.
- mit P. S. Baran: Aiming for the Ideal Synthesis, J. Org. Chem. 2010, 75 (14), 4657–4673, doi:10.1021/jo1006812.
- mit J. Mulzer: Biomimetic Synthesis of Alkaloids with a Modified Indole Nucleus, in: Erwan Poupon, Bastien Nay (Hrsg.): Biomimetic Organic Synthesis, Band 1, Wiley-VCH 2011, S. 149–180
- mit S. Krüger: Enantioselective, Protecting-Group-Free Total Synthesis of Sarpagine Alkaloids—A Generalized Approach, Angew. Chem. Int. Ed. 2015, 54 (1), 315–317.
- mit E. Stempel: Cyclohepta[b]indoles: A Privileged Structure Motif in Natural Products and Drug Design, Acc. Chem. Res. 2016, 49 (11), 2390–2402
- mit R. Eckermann, M. Breunig: Formal Total Synthesis of (±)-Strictamine by [2,3]-Sigmatropic Stevens Rearrangements, Chem. Eur. J. 2017, 23 (16), 3938–3949.
- mit C. K. G. Gerlinger, S. Krüger: Total Synthesis of Parvineostemonine by Structure Pattern Recognition: A Unified Approach to Stemona and Sarpagine Alkaloids, Chem. Eur. J. 2018, 24 (16), 3994–3997.
- mit H. Rebmann, C. K. G. Gerlinger: Gram-Scale Total Synthesis of Sarpagine Alkaloids and Non-Natural Derivatives, Chem. Eur. J. 2019, 25 (11), 2704–2707
- mit F. Schneider, K. Samarin, S. Zanella: Total synthesis of the complex taxane diterpene canataxpropellane, Science 2020, 367 (6478), 676–681.